# Strangalia rubricollis
Strangalia rubricollis là một loài bọ cánh cứng trong họ Cerambycidae.